# Тенге (месторождение)
Тенге — нефтегазоконденсатное месторождение, находится в Мангистауской области Казахстана, в 8 км к югу от г. Жанаозен. Месторождение открыто в 1964 г.
Продуктивные отложения толщиной 700 м (1640—2340 м) охватывают стратиграфический диапазон от келловейского яруса верхней юры (XIII горизонт) до алленского яруса средней юры (XXIII). Горизонты литологически представлены переслаиванием пластов песчаников, алевролитов и глин.
Установлены 10 продуктивных горизонтов: газоконденсатные — 7 и газоконденсаные — с нефтяными оторочками — 3. Практически все залежи пластовые, сводовые.
Нефти малосернистые (0,06 — 0,2 %), высокопарафинистые (22,7 — 25,5 %). Содержание смол и асфальтенов 3,9-10,2 % и 1,4-3,4 %, соответственно. Выход лёгких фракций до 300 °C составляет 27,5 %.
Газы газоконденсатных залежей лёгкие. Доля тяжёлых углеводородов в них 6,6 — 9 %, метана 86-91,7 %, присутствуют азот (0,45 — 2,55 %), углекислый газ (0,3 — 3,2 %), водород (0,2-4,9 %), гелий, инертные газы.